# Клюшка (хоккей с мячом)

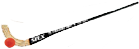
Клюшка и мяч для хоккея с мячом

Клю́шка для хоккея с мячом — спортивный снаряд, изготавливаемый из древесины любой породы и состоящий из ручки и крюка. Она не должна иметь металлических частей. Крюк обматывается лентой или ремнём, под который может быть подложена резина. Ручку клюшки можно тоже обматывать. Не допускается обматывать крюк клюшки лентой красного цвета.
Длина клюшки по наружной стороне изгиба — не более 125 сантиметров. Наибольшая допустимая ширина крюка с обмоткой — 6,5 сантиметров (она должна проходить через кольцо, внутренний диаметр которого 6,5 сантиметров). Вес клюшки не более 450 граммов.